# Kirche Großkundorf

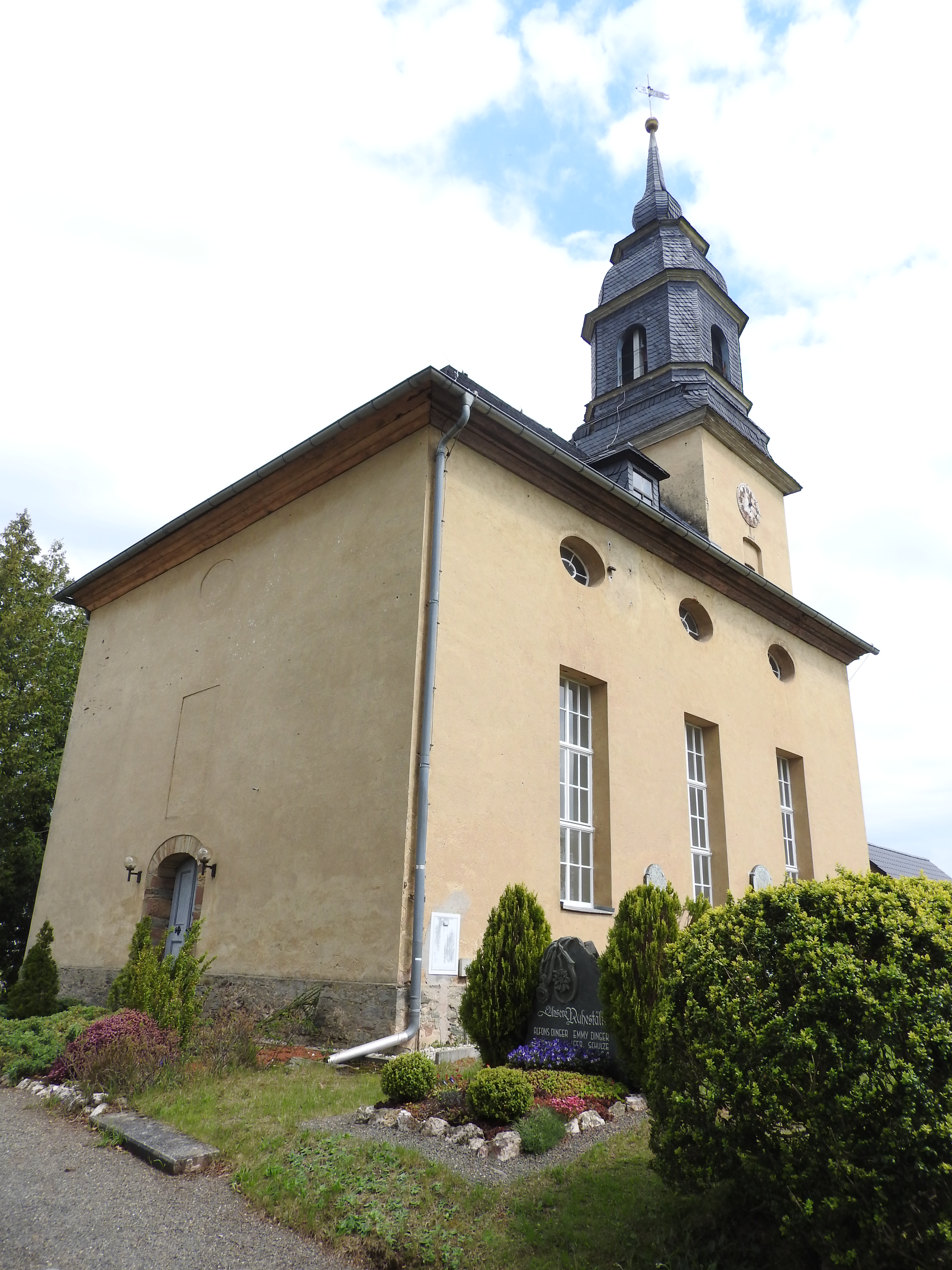
Kirche Großkundorf

Die evangelisch-lutherische Kirche Großkundorf steht in Großkundorf, einem Ortsteil der Landgemeinde Mohlsdorf-Teichwolframsdorf im Landkreis Greiz in Thüringen. Die Kirchengemeinde Großkundorf gehört zur Pfarrei Berga/Elster im Kirchenkreis Greiz der Evangelischen Kirche in Mitteldeutschland.

## Beschreibung
Anstelle der hochmittelalterlichen Vorgängerkirche wurde 1748–50 eine Saalkirche mit Chorturm erbaut. Außen sind die Ecken vom Turm zum Langhaus konkav verschleift. Das Langhaus ist mit einem schiefergedeckten Walmdach bedeckt. Der quadratische Turm hat einen quadratischen offenen Aufsatz mit angefasten Ecken, in dem sich der Glockenstuhl mit drei Glocken befindet. Bekrönt wird der Turm mit einer Haube, ebenfalls verschiefert. Die Wände haben hohe rechteckige Fenster mit darüber liegenden ovalen. Bei der Westwand sind die Fenster über dem Portal vermauert. Die mittlere von drei Achsen ist als Blendbogen ausgeführt. Der Innenraum hat eine Flachdecke und eingeschossige Emporen. Die Kirchenausstattung stammt aus der Bauzeit.
Die Orgel mit 14 Registern, verteilt auf zwei Manuale und Pedal, wurde 1914 von Jehmlich Orgelbau hergestellt.
1969–73 wurde die Kirche renoviert.